# Strade Bianche 2021
De Italiaanse wielerwedstrijd Strade Bianche werd in 2021 verreden op zaterdag 6 maart. Voor de mannen was het de vijftiende editie en voor de vrouwen de zevende. Titelhouders waren de Belg Wout van Aert bij de mannen en de Nederlandse Annemiek van Vleuten bij de vrouwen. Zij werden opgevolgd door Mathieu van der Poel en Chantal van der Broek-Blaak.

## Mannen
De koers bij de mannen is onderdeel van de UCI World Tour 2021. Titelverdediger Wout Van Aert werd opgevolgd door Mathieu van der Poel.

### Deelnemende ploegen
Er namen 25 ploegen met elk zeven renners deel. De organisatie deelde zes wildcards uit aan Alpecin-Fenix, Androni Giocattoli-Sidermec, Arkéa Samsic, Bardiani-CSF-Faizanè, EOLO-Kometa en Vini Zabù-KTM.

### Uitslag
| Plaats  | Naam                 | Ploeg                 | Tijd     |
| ------- | -------------------- | --------------------- | -------- |
| Winnaar | Mathieu van der Poel | Alpecin-Fenix         | 4u40'29" |
| 2       | Julian Alaphilippe   | Deceuninck–Quick-Step | + 7"     |
| 3       | Egan Bernal          | INEOS Grenadiers      | + 20"    |
| 4       | Wout van Aert        | Team Jumbo-Visma      | + 51"    |
| 5       | Tom Pidcock          | INEOS Grenadiers      | + 57"    |
| 6       | Michael Gogl         | Team Qhubeka-ASSOS    | z.t.     |
| 7       | Tadej Pogačar        | UAE Team Emirates     | z.t.     |
| 8       | Simon Clarke         | Team Qhubeka-ASSOS    | + 2'25"  |
| 9       | Jakob Fuglsang       | Astana-Premier Tech   | z.t.     |
| 10      | Peio Bilbao          | Bahrain-Victorious    | + 2'39"  |
| 11      | Simon Carr           | EF Education-Nippo    | + 3'36"  |
| 12      | Robert Power         | Team Qhubeka-ASSOS    | + 3'45"  |
| 13      | Tim Wellens          | Lotto Soudal          | + 4'19"  |
| 14      | Gianni Vermeersch    | Alpecin-Fenix         | + 4'21"  |
| 15      | Petr Vakoč           | Alpecin-Fenix         | + 4'26"  |
| 16      | Kevin Geniets        | Groupama-FDJ          | + 4'30"  |
| 17      | Clément Venturini    | AG2R-Citroën          | + 6'26"  |
| 18      | Bauke Mollema        | Trek-Segafredo        | z.t.     |
| 19      | Greg Van Avermaet    | AG2R-Citroën          | z.t.     |
| 20      | Romain Bardet        | Team Sunweb           | z.t.     |

## Vrouwen
De koers bij de vrouwen was onderdeel van de UCI Women's World Tour 2021 in de categorie 1.WWT. Titelverdediger Annemiek van Vleuten werd opgevolgd door haar landgenote Chantal van der Broek-Blaak.

### Deelnemende ploegen
Er namen 23 ploegen deel; 20 met elk zes rensters en Born To Win G20 Ambedo, Isolmant-Premac-Vittoria en Servetto-Makhymo-Beltrami TSA elk met vijf.
| UCI-World Tourteams | UCI-teams | UCI-teams |
| --- | --- | --- |
| Alé BTC Ljubljana Canyon-SRAM FDJ Nouvelle-Aquitaine Futuroscope Liv Racing Movistar Team Team BikeExchange Team DSM Team SD Worx Trek-Segafredo | Aromitalia - Basso Bikes - Vaiano A.R. Monex Women's Pro Cycling Team BePink Born To Win G20 Ambedo Ceratizit-WNT Isolmant-Premac-Vittoria Lotto Soudal Ladies Massi-Tactic Parkhotel Valkenburg | Servetto-Makhymo-Beltrami TSA Team Jumbo-Visma Team Tibco-SVB Top Girls Fassa Bortolo Valcar-Travel & Service |

### Uitslag
| Plaats  | Naam                        | Ploeg                              | tijd     |
| ------- | --------------------------- | ---------------------------------- | -------- |
| Winnaar | Chantal van der Broek-Blaak | Team SD Worx                       | 3u54'40" |
| 2       | Elisa Longo Borghini        | Trek-Segafredo                     | + 7"     |
| 3       | Anna van der Breggen        | Team SD Worx                       | + 9"     |
| 4       | Annemiek van Vleuten        | Movistar Team                      | + 11"    |
| 5       | Cecilie Uttrup Ludwig       | FDJ Nouvelle-Aquitaine Futuroscope | z.t.     |
| 6       | Demi Vollering              | Team SD Worx                       | z.t.     |
| 7       | Marianne Vos                | Team Jumbo-Visma                   | + 23"    |
| 8       | Marta Cavalli               | FDJ Nouvelle-Aquitaine Futuroscope | + 27"    |
| 9       | Katarzyna Niewiadoma        | Canyon-SRAM                        | + 30"    |
| 10      | Ellen van Dijk              | Trek-Segafredo                     | + 32"    |
|         |                             |                                    |          |
| 17      | Lotte Kopecky               | Liv Racing                         | + 2'42"  |

2007 · 2008 · 2009 · 2010 · 2011 · 2012 · 2013 · 2014 · 2015 · 2016 · 2017 · 2018 · 2019 · 2020 · 2021 · 2022 · 2023 · 2024 · 2025
Ronde van de Verenigde Arabische Emiraten ·
Omloop Het Nieuwsblad ·
Strade Bianche ·
Parijs-Nice · 
Tirreno-Adriatico · 
Milaan-San Remo ·
Ronde van Catalonië ·
Driedaagse Brugge-De Panne ·
E3 Saxo Bank Classic ·
Gent-Wevelgem ·
Dwars door Vlaanderen ·
Ronde van Vlaanderen ·
Ronde van het Baskenland ·
Amstel Gold Race ·
Waalse Pijl ·
Luik-Bastenaken-Luik ·
Ronde van Romandië ·
Ronde van Italië ·
Critérium du Dauphiné ·
Ronde van Zwitserland ·
Ronde van Frankrijk ·
Clásica San Sebastián ·
Ronde van Polen ·
Bretagne Classic ·
Benelux Tour ·
Ronde van Spanje ·
Eschborn-Frankfurt ·
Parijs-Roubaix ·
Ronde van Lombardije
Afgelaste wedstrijden: Tour Down Under · Great Ocean Road Race · EuroEyes Cyclassics · GP van Quebec · GP van Montreal · Ronde van Guangxi
Strade Bianche ·
Trofeo Alfredo Binda-Comune di Cittiglio ·
Driedaagse Brugge-De Panne ·
Gent-Wevelgem ·
Ronde van Vlaanderen ·
Amstel Gold Race ·
Waalse Pijl ·
Luik-Bastenaken-Luik ·
Ronde van Burgos ·
La Course by Le Tour de France ·
Clásica San Sebastián ·
Ronde van Noorwegen ·
Simac Ladies Tour ·
GP de Plouay-Bretagne ·
Ceratizit Challenge by La Vuelta ·
Parijs-Roubaix ·
The Women's Tour ·
Ronde van Drenthe
Afgelaste wedstrijden: Cadel Evans Great Ocean Road Race · RideLondon Classic · Postnord Vårgårda WestSweden · Ronde van Chongming · Ronde van Guangxi